# Sepp Tanzer
Sepp Tanzer (Matrei, Tirol, 28 februari 1907 – Kramsach, Tirol, 28 februari 1983) was een Oostenrijks componist, dirigent en muziekpedagoog.

## Biografie
Tanzer zong met zijn 5 broers en zussen onder de begeleiding van zijn vader in het ouderlijke restaurant voor de gasten. Hij kwam als klarinettist van de Musikkapelle Matrei al vroeg met de blaasmuziek in conctact. Via Schwaz, waar hij bij O. Kleißner studeerde, kwam hij in 1926 als klarinettist en hoboïst bij de Militärmusik Tirol in Innsbruck, die toen onder leiding stond van Franz Kinzl. Gedurende deze periode studeerde hij verder bij Franz Kinzl, Josef Eduard Ploner, Anton Bernhauer en Karl Johann Baptist Senn. 
Sinds 1930 dirigeerde hij verschillende harmonieorkesten in Tirol, onder meer de Stadtmusikkappelle Wilten-Innsbruck die hij van 1936 tot 1977 leidde. Met dit orkest werd hij wereldberoemd, omdat hij onder andere bij de Olympische Winterspelen 1964 in Innsbruck muzikaal als dirigent meewerkte. In 1964 werd hij ook door de Oostenrijkse Bondspresident tot Professor benoemd. Hij was meerdere jaren Landesmusikdirektor in de Blaasmuziek-federatie van de deelstaat Tirol. 
Als componist was hij een pionier voor de authentieke en originele blaasmuziek-ontwikkeling, doordat hij rond de 150 composities tot de verrijking van het Europese blaasmuziek-repertoire bijgestuurd heeft.

## Composities

### Werken voor harmonieorkest
- 1941 Sagen aus Alt-Insprugg, wals
- 1950 Prelude
- 1954 Tirol 1809, suite in 3 bewegingen over de Tiroler bevrijdingslag 
  1. Aufstand
  2. Kampf am Berg Isel
  3. Sieg
- 1955 Festliches Vorspiel
- 1957 Berg-Isel-Fanfare
- 1957 Das Lied der Alpen
- 1959 Fröhliche Spielleut, vrolijke ouverture
- 1959 Me-Ha-Rhy, Rhapsodie
- 1963 Welt der Berge, concertfantasie
- 1964 Olympioniken - mars ter gelegenheid van de Olympische Winterspelen 1964 in Innsbruck
- 1965 Klingendes Land, ouverture
- 1968 Mosaik in Dur und Moll, vrolijk blazersspeel
- 1974 Bauernhochzeit, suite
  1. Hochzeitsmarsch und Trauung
  2. Tafelstück und Ehrentanz
  3. Abdankung und Kehraus
- 1977 Kirchtagsfreuden, vrolijke ouverture
- Älplerische Weisen
- Alte Mazurka aus Südtirol
- Anno Neun Marsch
- Auf, auf zum fröhlichen Jagen, selectie van liederen
- Auf Tirolerischen Almen, selectie van Tiroler liederen
- Bekannt und beliebt, selectie van liederen
- Bergheimat, ouverture
- Bozner Bergsteigermarsch
- Der Festtag
- Die Welt der Jugend, mars
- Für Fest und Feier I
  1. Kurze Fanfare
  2. Andreas Hofer Lied
  3. Auf zum Schwur
  4. Ich hatt' einen Kameraden
  5. Trauerchoral
  6. Prozessionslied
- Für Fest und Feier II
  1. Österreichische Bundeshymne (Oostenrijks volkslied)
  2. Heldisches Bläserspiel
  3. Totengedenken
  4. Stille Nacht
- Gruß aus Innsbruck, mars
- Haflinger-Marsch
- Haspinger-Marsch
- Höttinger Vögelfacher-Marsch
- Jubiläums-Marsch
- Liszt-Fantasie
- Mein Tirolerland, mars
- Musikantenmarsch
- Olympia-Fanfare
- Raketenflug, mars
- Rechts schaut, mars
- Rot-weiß-rot, mars (voor de kleuren van de vlag van Oostenrijk)
- Schumacher-Marsch
- Senseler Marsch
- Soldaten - Kameraden, mars
- Standschützen Marsch
- Tiroler Fanfaren-Marsch
- Tiroler Schützenparade, mars
- Trompeter heraus, mars
- Turner-Marsch
- Twee processieliederen
  1. Jesus und Maria
  2. Ein Haus voll Gloria
- Vier processiemarsen
- Volksweisen aus den Bergen, selectie van liederen
- Wer wagt gewinnt, ouverture
- Wiltener Schützenmarsch
- Zum Abschied

- Bibliothèque nationale de France: cb16648837b (data)
- Gemeinsame Normdatei: 120220555
- International Standard Name Identifier: 0000 0000 8222 8746
- MusicBrainz: ae9dc34d-d320-4b0a-ba21-ed01f4a3b525
- Virtual International Authority File: 40204296
- WorldCat: E39PBJhxrRVFKdfb4wjhGWmfMP